# Gäddsjön (Vilhelmina socken, Lappland, 715301-153216)
Gäddsjön är en sjö i Vilhelmina kommun i Lappland och ingår i Ångermanälvens huvudavrinningsområde. Sjön har en area på 0,329 kvadratkilometer och ligger 470,1 meter över havet. Sjön avvattnas av vattendraget Krokbäcken.

## Delavrinningsområde
Gäddsjön ingår i det delavrinningsområde (715268-153263) som SMHI kallar för Utloppet av Gäddsjön. Medelhöjden är 477 meter över havet och ytan är 3,17 kvadratkilometer. Det finns inga avrinningsområden uppströms utan avrinningsområdet är högsta punkten. Krokbäcken som avvattnar avrinningsområdet har biflödesordning 3, vilket innebär att vattnet flödar genom totalt 3 vattendrag innan det når havet efter 321 kilometer. Avrinningsområdet består mestadels av sankmarker (85 procent). Avrinningsområdet har 0,33 kvadratkilometer vattenytor vilket ger det en sjöprocent på 10,3 procent.